# Past & Present
Past & Present (P&P) — британский научный исторический журнал, основанный в 1952 году учрежденным тогда же одноименным обществом. Универсальный исторический журнал, охватывающий все периоды прошлого. Сыграл важную роль в становлении «новой социальной истории» и «истории снизу», уделяя много внимании общественным отношениям, истории классов и рабочей истории.
Среди основателей были Э. П. Томпсон, Эрик Хобсбаум и Кристофер Хилл. В изначальную редакцию также входил Гордон Чайлд. Журнал объединил историков левого толка — как марксистских (многие из них были членами Группа историков Коммунистической партии Великобритании, но покинули её в знак протеста против подавления СССР Венгерского восстания), так и немарксистских. Отмечаются взаимные влияния между британским журналом и французскойшколой «Анналов». Влияние Past & Present в историографии существенно возросло после публикации в 1963 году труда Э. П. Томпсона «Становление английского рабочего класса» (The Making of the English Working Class).
Редакторы — Элис Рио и Мэттью Хилтон (Лондонский университет королевы Марии); из прежних — Александра Уолшам (Кембридж). Глава редколлегии — Джоанна Иннес (Оксфорд), вице-председатели — Линдал Ропер (Оксфорд) и Стивен Смит (Оксфорд). Среди других членов редколлегии — Гади Альгази, Джон Арнольд, Майкл Брэддик, Дэвид Кеннедайн, Патриша Клавин, Дебора Коэн, Мартин Дусинберре, Ребекка Эрл, Гэри Герстл, Рут Харрис, Марк Мазовер, Рана Миттер, Робин Осборн, Клейв Ф. Робинсон, Мриналини Синха, Суджит Сивасундарам, Меган Вон, Тара Зара, Анджела Циммерман. Экс-глава редколлегии — Кристофер Уикхем, состояли в ней Кит Томас и Лоуренс Стоун. 
Единственной женщиной — членом редколлегии с 1956 года была Джоан Тирск, с 1978 компанию ей составили Олвен Хафтон и Джудит Херрин.
Четыре десятилетия находился в редакции журнала Джон Эллиотт, вспоминавший впоследствии о своем присоединении к нему в 1958 году вместе с Лоуренсом Стоуном и Trevor Aston, после чего тогдашний подзаголовок журнала ‘A Journal of Scientific History’ был опущен. «Я думаю, что в 60-х и 70-х годах мы были в авангарде», — высказывался Эллиотт о P&P.
Знаковым историческим спором, развернувшимся на страницах P&P, указывают происшедшее в ходе такового закрепление Хью Тревором-Ропером мнения, впервые выдвинутого Эриком Хобсбаумом, об «общем кризисе XVII века».
В 1990 году здесь была опубликована первая главная работа византиниста Марка Уиттоу.
Известность Томасу Биссону принесла опубликованная в P&P в 1994 году статья «The Feudal Revolution».
В совет основателей входил Geoffrey Barraclough.